# Distrito de Coronel Gregorio Albarracín Lanchipa
El distrito de Coronel Gregorio Albarracín Lanchipa es uno de los once que conforman la provincia de Tacna, ubicada en el departamento de Tacna en el sur del Perú.
El nombre del distrito es un homenaje al coronel Gregorio Albarracín, héroe de la batalla de Saucini durante la guerra del Pacífico.
Desde el punto de vista jerárquico de la Iglesia católica forma parte de la diócesis de Tacna y Moquegua la cual, a su vez, pertenece a la arquidiócesis de Arequipa.

## Historia
El distrito Coronel Gregorio Albarracín Lanchipa fue creado el 2 de febrero de 2001 por Ley N.º 27415, en el gobierno del presidente Valentín Paniagua; en lo que antiguamente se conocía como centro poblado Nueva Tacna. Por más de 17 años, el distrito fue creado a pedido de las organizaciones poblacionales quienes solicitaban la distritalización del denominado Cono Sur de la ciudad de Tacna.
Actualmente es uno de los distritos más jóvenes de Tacna. Su superficie de 175.6 kilómetros cuadrados representa aproximadamente el 1.2 % de la extensión departamental.

## Geografía
Su superficie de 175.6 kilómetros cuadrados representa aproximadamente el 1.2 % de la extensión departamental y se ubica en los 800 metros sobre el nivel del mar. Limita por el norte con el distrito de Tacna, por el este con el distrito de Pocollay, por el suroeste con Tacna. 

## Hitos urbanos

### Plazas y parques
El distrito alberga múltiples parques y plazas, que atraen y generan movimiento empresarial y comercial por parte de la población.
Los más conocidos son la plaza Eduardo Pérez Gamboa y la plaza Jorge Chávez, así como otros puntos tales como la plaza cívica Gregorio Albarracin (antigua plaza Francisco), la plaza Primero de Mayo y otras.
Por otra parte cuenta con diversos parques como son el parque de la Familia, el parque del Niño o el parque de Mi Perú.

### Centros educativos
Cuenta con centros educativos tanto de índole privada como estatal. Entre ellos están el colegio Jorge Chávez, el colegio Enrique Pallardelle, el colegio Militar Gregorio Alabarracin Lanchipa, el colegio Gerardo Arias Copaja, el colegio Luis Alberto Sánchez o el colegio Santa Teresita del Niño Jesús. Entre los privados se encuentran el colegio Alexander Von Humboldt. COLEGIO SEÑOR DE LOS MILAGROS.

### Complejo deportivos
Cuenta también con un estadio deportivo, el estadio Joel Gutiérrez y con múltiples lozas y canchas deportivas alrededores de las juntas vecinales del distrito.
Cuenta con una de las pocas ciclovías de Tacna, en la av. Municipal (principal avenida del distrito)

### Centros religiosos
Forma parte de la diócesis de Tacna y Moquegua la cual, a su vez, pertenece a la arquidiócesis de Arequipa. Por ello cuenta con múltiples centros religiosos correspondiente a la Iglesia católica, las más conocidas son la parroquia San José Misericordioso., la parroquia San Juan Bautista y la parroquia Virgen de la Candelaria.
Con ello también alberga otros distintos puntos religiosos como la adventista.

## Demografía

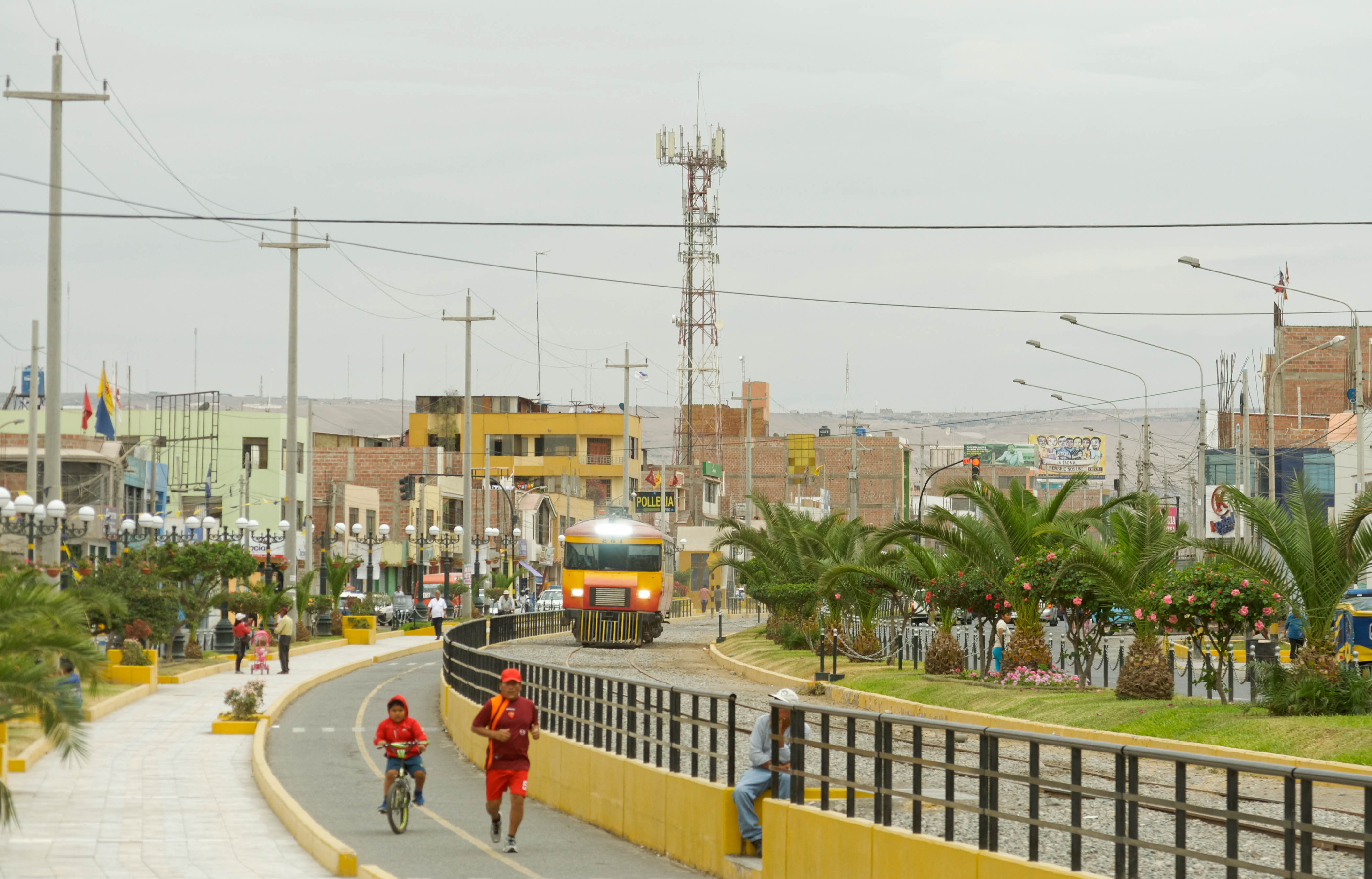
Vía ferroviaria Tacna - Arica

En el censo de 1993, el Distrito Gregorio Albarracín contaba con una población de 32,319 habitantes. La población proyectada en el Plan Director de la Municipalidad de Tacna para el 2000 elaborado por el Inadur era de 44 mil habitantes. A la luz de los hechos, la cifra de pobladores aumentó a 65 mil habitantes, sin contar Pampas de Viñani (15 mil pobladores) que fueron posesionándose tras el terremoto del 2001 observándose una tasa de crecimiento anual del 5%.
Las recientes asociaciones de vivienda y en algunas otras juntas vecinales el tema de la pobreza es latente, notándose en familias numerosas. Se estima que el 38% de la población Distrital es económicamente activa, alcanzando el 8.4% de la PEA departamental, focalizados en actividades de servicios y comerciales (45%). La proyección es que la PEA se oriente a la actividad agrícola, industrial por medio de estructuras denominadas pequeña y mediana empresas.
Según el censo de 2017, cuenta con una población de 110 417 habitantes.
| Gráfica de evolución de Distrito de Coronel Gregorio Albarracín Lanchipa entre 1993 y 2017 |
|                                                                                            |

## Autoridades

### Municipales
- 2019 - 2022[5]
  - Alcalde: Freddy Javier Huashualdo Huanacuni, de Todos por el Perú.
  - Regidores:

  1. Arnold Enmanuel Corales Oblitas (Todos por el Perú)
  2. Imelda Mariela Ticona Vargas (Todos por el Perú)
  3. Pedro Colque Paucar (Todos por el Perú)
  4. Julián Cuyutupac Cáceres (Todos por el Perú)
  5. Brandon Santiago Tisnado Mamani (Todos por el Perú)
  6. Severina Nancy Chambi Vargas (Todos por el Perú)
  7. Nancy Huanca Chambilla (Todos por el Perú)
  8. Ronald Guillermo Salas Pérez (Acción por la Unidad Tacna)
  9. Royer Santiago Machaca Mamani (Acción por la Unidad Tacna)
  10. Simeón Rosa Chambi (Acción por la Unidad Tacna)
  11. Juan Carlos Zúñiga Eyzaguirre (Perú Patria Segura)

### Historial
| Alcaldes de Coronel Gregorio Albarracín Lanchipa |             |                                         |
| Alcalde                                          | Periodo     | Partido                                 |
| Víctor Napoleón Cabrera Zolla                    | 2003 - 2006 | Partido Aprista Peruano                 |
| Víctor Napoleón Cabrera Zolla                    | 2007 - 2010 | Partido Aprista Peruano                 |
| Santiago Florentino Curi Velásquez               | 2011 - 2014 | Frente Independiente El Futuro es Ahora |
| Segundo Mario Ruiz Rubio                         | 2015 - 2018 | Siempre Tacna                           |
| Freddy Huashualdo Huanacuni                      | 2019 - 2022 | Todos por el Perú                       |